# Доркин Починок
Доркин Починок — деревня в Бабушкинском районе Вологодской области.
Входит в состав Тимановского сельского поселения, с точки зрения административно-территориального деления — в Тимановский сельсовет.
Расстояние по автодороге до районного центра села имени Бабушкина составляет 43 км, до центра муниципального образования Тимановой Горы — 0,5 км. Ближайшие населённые пункты — Жилкино, Овсянниково, Тиманова Гора.
В 1906 г, согласно «Списку лиц ... , имеющих право участвовать в Предварительном Съезде по выборам в Государственную Думу по Тотемскому уезду», в деревне Доркин Починок были:
- Лавка (владелец — Виктор Васильевич Андреев)[4]:16
- Кузница и мельница (владелец — Алексей Маркович Кузнецов)[4]:16
- Мельница (владелец — Пётр Алексеевич Кузнецов)[4]:16
- Маслобойный завод (владелец — Василий Сергеевич Кузнецов)[4]:16

Население по данным переписи 2002 года — 20 человек (10 мужчин, 10 женщин). Всё население — русские.